# 膳所城
膳所城（ぜぜじょう）是位在滋賀縣大津市（舊為近江國滋賀郡）的一座城。別名石鹿城、望湖城。為江戶時代膳所藩之藩城。日本三大湖城之一，亦與大津城、坂本城、瀬田城被稱為「琵琶湖的浮城」。

## 歷史

### 安土桃山時代、江戶時代
慶長6年（1601年），在關原之戰中勝利的德川家康奪得天下人的稱號後，為了牽制於大阪城為據點的豐臣氏

，以及防堵其他勢力崛起，在交通要衝東海道的道路附近建築一座城，並將大津城廢城。繩張由藤堂高虎著手規劃。
在築城後幕府決定在此設立膳所藩，由大津城城主戶田一西擔任，之後其子戶田氏鐵轉封至攝津國尼崎藩，改由本為管轄三河國西尾藩的本多康俊接任，雖然在康俊之子本多俊次擔任藩主時又再次轉封回西尾藩，其中膳所藩經由菅沼氏和石川氏治理，直到慶安4年（1651年），俊次二度任職膳所藩主，直到明治維新膳所城皆為本多氏的居城。
寬文2年（1662年），由於發生地震導致城內的建築物遭受破壞，俊次因此對膳所城大改修。
因膳所城坐落在湖岸邊，長時間被湖水沖刷拍打，造成城牆及其他建築物損壞，膳所藩為此不斷地補修，致使出現財政危機。

### 近代
現在本丸遺跡被整備成「膳所城跡公園」，公園內除了殘存的石垣，還有仿建的模擬城門。城門因明治3年（1870年）發布的廢城令，分別遷至膳所神社（本丸大手門）、篠津神社（北大手門）、鞭崎八幡宮（南大手門）（以上皆被指定為重要文化財）。其他的城門被移至近津尾神社（米倉門）、新宮神社（水門）、御靈神社（倉門）和若宮八幡神社（犬走門），高麗門則是由細見美術財團收購，移至大阪府泉大津市。

## 城主一覧
- 戶田氏（膳所藩主）
  1. 戶田一西
  2. 戶田氏鐵

- 菅沼氏（膳所藩主）
  1. 菅沼定芳（日语：菅沼定芳）

- 石川氏（膳所藩主）
  1. 石川忠總（日语：石川忠総）
  2. 石川憲之（日语：石川憲之）

- 本多氏（膳所藩主）
  1. 本多康俊
  2. 本多俊次（日语：本多俊次）
  3. 本多康將（日语：本多康将）
  4. 本多康慶（日语：本多康慶）
  5. 本多康命（日语：本多康命）
  6. 本多康敏（日语：本多康敏）
  7. 本多康桓（日语：本多康桓）
  8. 本多康政（日语：本多康政）
  9. 本多康伴（日语：本多康伴）
  10. 本多康匡（日语：本多康匡）
  11. 本多康完（日语：本多康完）
  12. 本多康禎（日语：本多康禎）
  13. 本多康融（日语：本多康融）
  14. 本多康穰（日语：本多康穣）

## 備註
1. ↑   (PDF).   [2021-10-10]. （原始内容存档 (PDF)于2021-10-10）.

## 外部連結
- 膳所城跡公園 （页面存档备份，存于） - 大津市役所
- 膳所城 （页面存档备份，存于） - 城びと